# Mrki galeb
Mrki galeb (Leucophaeus fuliginosus), je galeb srednje veličine. Najbliži srodnici su mu astečki galeb i prerijski galeb. i najrjeđi je galeb na svijetu. Endem je otočja Galapagos.

## Taksonomija i sistematika
Prvi ga je opisao John Gould 1841. prema primjerku prikupljenom na otoku Santiago na Galápagosu. Vrsta se ponekad svrstava u rod Larus. Vjerojatno je blisko povezan s astečkim galebom.

## Opis
Mrki galeb je velik 51 do 55 cm, te teži od 380 g. Perje odrasle jedinke sastoji se od čađavo smeđe do crne glave, koja se, za razliku od drugih tamnih galebova s kukuljicama, ne razlikuje po sezoni. Krila su tamno siva s kontrastnom bijelom linijom na rubu, za koje se smatra da igra ulogu u pokazivanju i kamuflaži. Njegovo tamno sivo tijelo je u kontrastu sa blijedo sivim trbuhom. Nadrep je bijel, a dolje siv. Kljun i noge su crni, a unutrašnjost usta grimizna. Ima bijele gornje i donje obrve, s crvenim kapcima. Spolno nezreli galebovi su tamnosmeđi.

## Rasprostranjenost
Cjelokupna populacija živi na otočju Galapagos gdje se nalazi pretežno na otocima Santa Cruz, Isabela, San Cristobal i Genovesa. Prethodno je njegova populacija procijenjena na 300-400 parova; ova procjena je revidirana naniže na 300-600 jedinki u 2015. Trenutno se smatra najrjeđim galebom na svijetu.

## Ponašanje

### Razmnožavanje
Za razliku od većine galebova koji se gnijezde blizu jedan uz drugog i ponekad se dodiruju, mrki galebovi se rijetko gnijezde na međusobnoj udaljenosti manjoj od 100 metara. Oni su izrazito teritorijalni, brane teritorije za razmnožavanje od otprilike 2000 kvadratnih metara (promjer 70 m) od drugih pripadnika iste vrste. Gnijezde se na tlu, često pod zaštitom obalne vegetacije, a gnijezdo oblažu biljnim materijalom. Polažu dva maslinasta i dobro kamuflirana jaja čija inkubacija traje 32 dana. Obično se gnijezde u blizini mirne vode, često u blizini laguna. Čini se da je uzgoj oportunistički i nije ograničen na jednu sezonu. Mlade ptice lete nakon 55 dana i o njima se odrasli brinu nekoliko tjedana.

### Prehrana
Oni su svejedi, poput većine galebova iz roda Larus. Uglavnom pretražuju smeće ili kradu iz gnijezda i od ribara, ali također će loviti ribu, male rakove i tek izlegnute guštere, iguane i kornjače. Također se hrane posteljicom morskog lava. Na Genovesi iskorištavaju kleptoparazitsko ponašanje velikog brzana, iskorištavajući neuspjele pokušaje ovih ptica da ukradu ribu od raznih gnijezdećih morskih ptica. Potencijalna opasnost za njihova gnijezda uključuju sove, velike brzane i druge mrke galebove, kao i sisavce donesene na otok.

## Stanje i očuvanje
Lava galeb je kategoriziran kao "ranjiv" na Crvenom popisu IUCN-a jer postoji u malom broju i iako je populacija stabilna, suočava se s brojnim prijetnjama. 

## Vanjske poveznice
- BirdLife Species Factsheet
- Darwin Foundation

### Ostali projekti
|  | Zajednički poslužitelj ima stranicu o temi Leucophaeus fuliginosus    |
|  | Zajednički poslužitelj ima još gradiva o temi Leucophaeus fuliginosus |
|  | Wikivrste imaju podatke o taksonu Leucophaeus fuliginosus             |